# Acanthocladium
Acanthocladium dockeri är en för Australien endemisk växtart som tillhör asterordningen och familjen korgblommiga växter. Acanthocladium dockeri är den enda arten i släktet Acanthocladium. Dess kända förekomst idag omfattar endast ett par platser i South Australia och den är rödlistad som akut hotad. Den upptäcktes av vetenskapen på 1860-talet. 1992 troddes arten vara utdöd sedan eftersökningar i områden där den tidigare funnits inte resulterade i några fynd, men 1999 upptäcktes ett bestånd nära staden Laura i Mid North-regionen i South Australia.
På engelska kallas växten "spiny everlasting" eller "spiny daisy". Arten är lågvuxen, perenn och buskig med träiga stammar och grenar med taggiga grenspetsar. Ofta har grenarna ett par taggar i spetsen som bildar en V-form. Bladen är små och ovala. Grenarna och bladen är tätt täckta med vitaktiga till blågrå små fina hår, vilket ger hela busken ett blågrått utseende. Blommorna är små och gula med grå högblad.